# Kenneth Cranham
Kenneth Cranham, škotski filmski, televizijski in radijski igralec, * 12. december 1944 Dufermline, Fife, Škotska.                                                                                                             
Cranham je javnosti znan po svojem delu v Hellboundu: Hellraiser II in Valkyrie.

## Filmska kariera
Cranham je vadil v nacionalnem mladinskem gledališču Velike Britanije, in na radiu. Igral je v glavni vlogi v priljubljeni komediji drame Shine on Harvey Moon iz osemdesetih let, pred katero je nastopil kot Charlie Collins v filmu A Family in War (1971). Nastopil je tudi v filmu Layer Cake, Gangster št. 1, Rim, Oliver! in številnih drugih filmih. Cranham je igral v filmu Horror Hellbound: Hellraiser II v filmu Horror Hellbound II. Med številnimi odrskimi zaslugami so West End produkcije Entertainment g. Sloanea, Loota, inšpektorjev klic (oba se prenašata na Broadway), Ruffian on the Stair, Birthday Party in Gaslight (pri Old Vic). Za vlogo inšpektorja Goole v filmu In Inspector Calls je bil nominiran za nagrado Laurence Olivier.
Leta 2016 je Cranham dobil nagrado Olivierja za najboljšega igralca v predstavi za vlogo Andreja v filmu Florijana Zellerja Oče. Predstava je potekala v studiu Ustinov Theatre Royal Bath jeseni 2014, preden je gostovala po državi in se poleti 2015 preselila na West End, spomladi 2016 pa se vrnila v York's Theatre. Predstava je dobila pet zvezdic brez primere pregled vsake vodilne publikacije v tisku. Cranhamov nastop je bil opisan kot "predstava njegovega življenja".  
Za popoldansko igro BBC Radio 4 je Cranham igral DS Maxa Matthewa v filmu Interrogation of Roy Williams (2012 - danes) in igral kot Thomas Gradgrind v priredbi Dickensovih Hard Timesa za BBC Radio 2007.    

## Zasebno življenje
Cranham se je rodil v Dunfermlineu v Fifeju na Škotskem. Bil je sin Margaret McKay Cranham, rojena Lochgelly in Ronalda Cranhama, londonskega državnega uslužbenca. Njegova prva žena je bila igralka Diana Quick. Ima dve hčerki: Nancy Cranham z igralko Charlotte Cornwell in Kathleen Cranham z drugo ženo, igralko Fiono Victory. 

## Filmografija
| Leto | Film                                        | Vloga           | Opombe |
| ---- | ------------------------------------------- | --------------- | ------ |
| 1968 | Oliver!                                     | Noah Claypole   |        |
| 1970 | Fragment Strahu                             | Joe             |        |
| 1971 | MidwayUp Pompeii                            | Prvi Christian  |        |
| 1976 | Robin in Marian                             | Jackov vajenec  |        |
| 1977 | Joseph Andrews                              | Wicked Squire   |        |
| 1988 | Čokolada                                    | Boothby         |        |
| 1991 | Pod sumom                                   | Frank           |        |
| 1992 | Pripoved o vampirju                         | Edgar Bed       |        |
| 1996 | Globoko v srcu                              | Robert Flaherty |        |
| 1998 | Vigo                                        | Producent       |        |
| 1999 | Zadnja Rumena                               | Len             |        |
| 2000 | Najbolj ploden moški na Irskem              | Da              |        |
| 2011 | Narodno gledališče v živo: Češnjev sadonjak | Firs            |        |
| 2012 | Leteči slepi                                | Viktor          |        |
| 2012 | Zaustavitev neverstva                       | Bullock         |        |